# Żołynia (gromada)
Żołynia – dawna gromada, czyli najmniejsza jednostka podziału terytorialnego Polskiej Rzeczypospolitej Ludowej w latach 1954–1972.
Gromady, z gromadzkimi radami narodowymi (GRN) jako organami władzy najniższego stopnia na wsi, funkcjonowały od reformy reorganizującej administrację wiejską przeprowadzonej jesienią 1954 do momentu ich zniesienia z dniem 1 stycznia 1973, tym samym wypierając organizację gminną w latach 1954–1972.
Gromadę Żołynia z siedzibą GRN w Żołyni utworzono – jako jedną z 8759 gromad na obszarze Polski – w powiecie łańcuckim w woj. rzeszowskim na mocy uchwały nr 27/54 WRN w Rzeszowie z dnia 5 października 1954. W skład jednostki weszły obszary dotychczasowych gromad Żołynia i Smolarzyny ze zniesionej gminy Żołynia oraz przysiółek Zakącie z dotychczasowej gromady Gwizdów ze zniesionej gminy Giedlarowa w tymże powiecie. Dla gromady ustalono 27 członków gromadzkiej rady narodowej.
29 lutego 1956 do gromady Żołynia włączono przysiółek Zagóra o powierzchni 80 ha z gromady Zmysłówka w powiecie leżajskim w tymże województwie.
Gromada przetrwała do końca 1972 roku, czyli do kolejnej reformy gminnej. 1 stycznia 1973 w powiecie łańcuckim reaktywowano gminę Żołynia.